# Jožef Virk
Jožef Virk (tudi Jože Virk, Ločki)  [jóžef ʋírk], slovenski duhovnik in pesnik, * 15. marec 1810, Podrečje, † 4. januar 1880, Loče.

## Življenje
Jožef Virk se je rodil 15. marca 1810 v Podrečju tesarju Jakobu in mati Mariji, rojeni Cotman. Po končani osnovni šoli v Dobu se je nadaljnje šolal na gimnaziji v Ljubljani. Po končani gimnaziji je odšel študirat bogoslužje na ljubljanski licej, kjer sta ga učila tudi Anton Martin Slomšek in Matija Čop. Po končanem študiju leta 1836 se je zaposlil kot kaplan v vaseh Grebinj in Dobrla vas na Koroškem, kjer je služboval do leta 1838. Zatem je kot kaplan služboval še v Vuzenici do leta 1839 in v Grižah, Gornjem Gradu, Spodnji Polskavi, Črešnjevcu in Olimju do leta 1850. Zatem je nadaljeval kot duhovnik na Kalobju do leta 1861 in nato do smrti župnikoval v Ločah, kjer je 4. januarja 1880 tudi umrl.

## Dela
- Koliko je Bog lonaj vreden (1861)
- Nesreča nikoli ne praznuje (1849)
- Nezadovoljnik (1861)
- Pesem od novih zvonov (1861)
- Pesem za domače šmarnice (1860)
- Peteršiljeve koreninice je spet skušnja poterdila! (1849)
- Slava Slovencem (1849)
- Slovenci smo! (1849)
- Šolska veselica v Ulimjim na Štajarskim (1849)
- V slavo Marije (1862)